# Lance Butters
Lance Butters (* 27. August 1988 in Friedrichshafen) ist ein deutscher Rapper aus Friedrichshafen, der insbesondere durch seine Teilnahmen beim Videobattleturnier (kurz VBT) bekannt wurde. Sein Markenzeichen ist eine sein Gesicht verdeckende Maske, die er nach eigenen Angaben zum Schutz seiner Identität trägt. Bis 2019 stand er beim Label Four Music unter Vertrag.

## Leben

### Jugend
Lance Butters wuchs in Friedrichshafen am Bodensee auf und verbrachte dort Kindheit und Jugend. Letztere war geprägt von der Trennung seiner Eltern – ein Ereignis, mit dem sich der Künstler später mehrfach musikalisch auseinandersetzen wird.

„Wenn Eltern sich trennen wegen zu wenig Gefühlen, wie führe ich dann später eine gesunde Beziehung?“

Auch der frühe Tod seines Vaters und die Folgen für ihn und seine Geschwister, insbesondere die dadurch erheblich verschlechterte Beziehung zu seinem Bruder, werden auf einigen Veröffentlichungen thematisiert. Mit Anfang 20 zog er nach Ulm.

### Anfänge als Rapper (2007–2011)
Erste Erfahrungen als Rapper sammelte er von 2006 bis 2010 in diversen Onlinebattles in der Reimliga Battle Arena, gefolgt von zwei Teilnahmen beim Videobattleturnier. Dabei erreichte er 2010 das 16tel- (gegen Tamo-Flage) und 2011 das Achtelfinale (gegen T-Jey). Allerdings zog er sich bis auf einige wenige Gastauftritte, beispielsweise für den Rapper Weekend, beide Male aus dem Turnier zurück und distanziert sich heute ausdrücklich von diesem und ähnlichen Formaten. Parallel dazu veröffentlichte er mit dem Produzenten Bennett On auf YouTube eine größere Anzahl an kostenlos herunterladbaren Freetracks, die heute zum Teil Aufrufzahlen im siebenstelligen Bereich vorweisen können. 2011 gründeten sie zusammen mit dem Münchner Rapper coru die Frank Castle Cooking Gang, deren erstes und einziges Album cooking sum noch im selben Jahr über Bandcamp erschien.

### Beginn der Karriere (2012–2015)

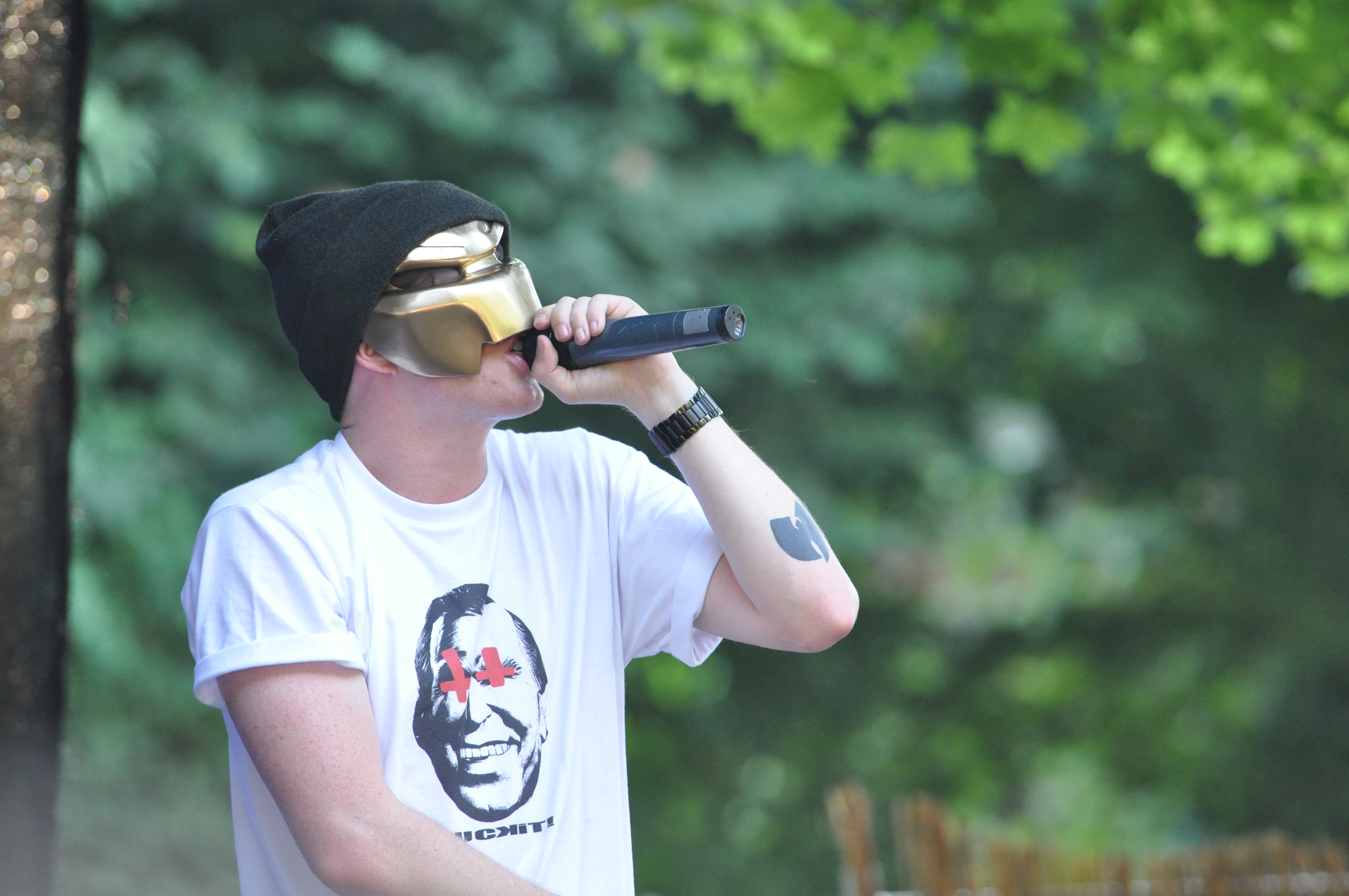
Lance Butters beim Spack! Festival 2013

Im Zuge steigender Popularität veröffentlichte Lance Butters 2012 die stark limitierte EP selfish, die schon nach wenigen Tagen ausverkauft war und von Fans und Presse überwiegend positiv aufgenommen wurde. Gelobt wurde unter anderem, dass sich das Soundbild trotz der expliziten Distanzierung des Künstlers vom Battle-Rap weiterhin stark an seinem alten Stil orientiert.
Er unterschrieb 2013 einen Vertrag beim Label Four Music, über das am 12. Juli 2013 die EP futureshit erschien. Trotz geringfügig schlechterer Bewertungen im Vergleich zum vorherigen Release gelang Butters damit erstmals eine Platzierung in den deutschen Albumcharts auf Nummer 32. Mit der gleichnamigen Singleauskopplung futureshit erreichte er außerdem Platz 73 der österreichischen Charts.
Schon im Juni desselben Jahres wurde ein Studioalbum für Anfang 2014 angekündigt, jedoch verzögerte sich das Erscheinungsdatum von Blaow bis zum 8. Mai 2015. So wie schon bei den vorangehenden Veröffentlichungen griff Butters auch für dieses Album auf Instrumentals von Bennett On zurück, während man den Rapper Ahzumjot zum Abmischen der Titel wählte – entgegen anfänglicher Zweifel der Labeleigentümer. Zuvor wurde aufgrund einer ironisch angelegten Studioreportage in Fankreisen fälschlicherweise angenommen, dass sich Lance Butters mit seiner Musik zukünftig an aktueller Popmusik orientieren möchte. Das auf YouTube hochgeladene Video wurde mit dem Zweck erstellt, andere Rapper wie Prinz Pi, Sido oder Cro hinsichtlich deren musikalischen Wandels zu parodieren und diente lediglich der Promotion. Blaow platzierte sich in den österreichischen (Platz 6) und Schweizer Albumcharts (Platz 31). In Deutschland belegte es Platz 2 der Albumcharts und hielt sich dort drei Wochen.

### Zweites Studioalbum (seit 2016)
Gemeinsam mit dem befreundeten Ahzumjot veröffentlichte er am 4. Oktober 2016 die EP Die Welle. Das zweite Studioalbum Angst erschien am 12. Oktober 2018 und stieg sowohl in die deutschen (Platz 10) und österreichischen (Platz 11) als auch in die Schweizer Albumcharts (Platz 70) ein. Zugleich kennzeichnete der Release das Ende der Zusammenarbeit mit Bennett On. 2019 verließ Butters Four Music und kritisiert seither die Arbeitsweisen von derartigen Plattenfirmen, die den Kunstschaffenden in seinen Augen nicht ausreichend entlohnen.

„Wir reden hier davon, dass ich einen Labelvertrag hatte, der mir die Luft komplett finanziell abgeschnürt hat, weil ich einfach einen Vertrag unterschrieben habe. [...] Ich habe 60 Millionen Streams oder 65 Millionen Streams, ich habe nicht einen Cent davon gesehen.“

Die EP Loner erschien überraschend am 21. April 2020 über Corn Dawg Records. Im Sommer 2022 erschien die Sommer EP. Am 8. März 2024 erschien die Long Live Lance EP.

## Stil & Merkmale
Lance Butters trug bis zum Release von futureshit eine Iron-Man-Maske und eine Beanie-Mütze. Seitdem tritt er mit sich abwechselnden Masken in Erscheinung, die sich in Farbe und Form teilweise stark voneinander unterscheiden. Da er Auftritte in der Öffentlichkeit generell zu meiden versucht, gilt er als äußerst seltener Gast bei Musikveranstaltungen und Festivals. Er selbst beschreibt seinen Stil als arrogant und unsympathisch. Die langgezogenen und besonders betonten Reime am Zeilenende sind wie seine markante Gestik ein besonders großes Merkmal. Im Kontrast zur extremen Bemühung um den Schutz seiner Identität und Privatsphäre stehen seine Texte, die in besonderem Maße persönliche Probleme, wie die Trennung der Eltern, den Tod seines Vaters, die Beziehung mit seinem Bruder und die Sucht nach Cannabis, behandeln.

## Diskografie

### Alben
- 2010: Stackin Cash (EP, kostenloser Download)
- 2011: Cooking sum (EP, Frank Castle Cooking Gang)
- 2012: Selfish (EP, Selbstverlag)
- 2013: Futureshit (EP, Four Music)
- 2015: Blaow (Studioalbum, Four Music)
- 2016: Die Welle (EP, kostenloser Download)
- 2018: Angst (Studioalbum, Four Music)
- 2020: Loner (EP, Corn Dawg Records)
- 2022: Sommer EP (EP, Corn Dawg Records)
- 2024: Long Live Lance (EP, Selbstverlag)

### Singles
- 2013: Wie gewohnt (feat. Chris Miles)
- 2015: Raw
- 2015: Deal with It
- 2015: Es zieht / Ich zieh
- 2015: Track-by-Track Intro
- 2016: Ohladidadida (feat. Dissythekid)
- 2018: Yeeeaaah
- 2018: So Schön
- 2018: Keller
- 2020: Therapie